# Martin Hornstein
Martin Hornstein (* 1. November 1954 in Wien; † 27. Oktober 2009 ebenda) war ein österreichischer Cellist.

## Leben
Martin Hornstein studierte Cello an der Musikuniversität Wien und der Juilliard School in New York. Seine Konzerttätigkeit als Solist und Kammermusiker begann er noch während des Studiums mit Tourneen in Europa und Japan.
1985 bis 1993 war er Cellist des Wiener Schubert Trios und von 1994 bis 2004 Mitglied des Altenberg Trio Wien.
In diesen Trios gab er Konzerte in allen wichtigen Musikzentren, etwa in der Mailänder Scala, dem Concertgebouw in Amsterdam, den Salzburger Festspielen, sowie in der Wigmore Hall in London und beim Kammermusikfest Lockenhaus. Regelmäßige Abonnementkonzerte gab er mit dem Trio bei der Gesellschaft der Musikfreunde in Wien.
In seinen letzten Lebensjahren war er Cellist des Razumovsky-Quartetts und konzertierte mit der Pianistin Janna Polyzoides.